# Việt Vinh
Việt Vinh là một xã thuộc huyện Bắc Quang, tỉnh Hà Giang, Việt Nam.

## Địa lý
Xã Việt Vinh có vị trí địa lý:
- Phía đông giáp xã Đồng Tâm
- Phía tây giáp thị trấn Việt Quang
- Phía nam giáp xã Quang Minh
- Phía bắc giáp xã Tân Lập và xã Tân Quang

Xã Việt Vinh có diện tích 45 km², dân số năm 2019 là 5.368 người, mật độ dân số đạt 119 người/km².

## Hành chính
Xã Việt Vinh được chia thành 12 thôn.

## Lịch sử
Ngày 19 tháng 2 năm 1986, Hội đồng Bộ trưởng ban hành Quyết định số 14/1986/QĐ-HĐBT về việc thành lập xã Việt Hồng trên cơ sở điều chỉnh 164 hécta đất với 820 nhân khẩu của xã Việt Vinh.
Xã Việt Vinh có diện tích tự nhiên 2.293,77 hécta với 2.262 nhân khẩu.